# Д’Обюссон, Роберто Хосе
Роберто Хосе д’Обюссон Мунгия (англ. Roberto José d'Aubuisson Munguía; 12 февраля 1968, Санта-Текла) — сальвадорский правый политик, видный деятель Националистического республиканского альянса (ARENA). С 2015 — мэр города Санта-Текла. Старший сын основателя ARENA майора д’Обюссона.

## Происхождение
Родился в семье Роберто д’Обюссона, на тот момента офицера Национальной гвардии. Несмотря на политическую роль своего отца — лидера ультраправых сил Сальвадора, организатора эскадронов смерти, основателя партии Националистический республиканский альянс (ARENA), активного участника гражданской войны — своё детство д’Обюссон-младший характеризует как «спокойное». Он окончил католический колледж, затем факультет сельского хозяйства Университета Доктор Хосе Матиас Дельгадо. Получил специальность сельскохозяйственного инженера.
С 19 лет занимался коммерцией. Основал магазин мясных продуктов, впоследствии развившийся в сеть реализации гамбургеров. Повышал профессиональную квалификацию в Израиле и Тайване. Увлекался велоспортом и верховой ездой, играл в футбол и сквош. В гражданской войне участия не принимал, к эскадронам смерти отношения не имел.

## Депутат
Роберто Хосе д’Обюссон-младший состоял в молодёжной организации ARENA. В 1986—1988 возглавлял структуру в Сан-Сальвадоре, затем до 1999 — общенациональную молодёжную организацию.
В 1991 Роберто Хосе д’Обюссон был избран депутатом муниципального совета Сан-Сальвадора. В середине 1990-х состоял в президентской комиссии по социальному развитию, был советником в министерстве транспорта. С 2003 по 2015 — депутат представительного органа департамента Ла-Либертад. В 2012 был избран в Законодательную ассамблею Сальвадора. Специализировался на вопросах экономики, сельского хозяйства и молодёжной политики. По приглашению Джорджа Буша-младшего был почётным гостем Техаса.

## Алькальд
На муниципальных выборах 2015 Роберто Хосе д’Обюссон был избран алькальдом (мэром) своего родного города Санта-Текла. Во главе городской администрации он интенсивно развивал систему социальных служб, здравоохранения, спорта и туризма. Во главу угла ставились темы экологии и безопасности. Жёстко регламентировал правила торговли, что вызывало недовольство мелких коммерсантов и индивидуальных производителей.
На выборах 2018 д’Обюссон добился переизбрания, значительно опередив кандидата ФНОФМ. Задачами своего второго срока алькальд д’Обюссон считает достижение сбалансированного бюджета, модернизацию системы утилизации мусора, реновацию жилищного фонда, создание новых рекреационных зон, развитие торговой инфраструктуры, скорелированной с транспортными маршрутами. Особо ставятся вопросы правопорядка и безопасности: предлагается дополнительная установка нескольких сотен камер видеонаблюдения. Администрация д’Обюссона выдвинула кандидатуру Санта-Теклы на проведение Центральноамериканских игр 2021.

## Политик
В партии ARENA Роберто д’Обюссон-младший позиционируется как продолжатель политической традиции своего отца. Подчёркивает приверженность принципу Primero El Salvador, segundo El Salvador, tercero El Salvador! — Сальвадор — во-первых, во-вторых и в-третьих! — сформулированному д’Обюссоном-старшим при создании партии. Придерживается правых антикоммунистических установок.
В то же время он выступает за модернизацию ARENA как «современной консервативной партии». В выступлениях д’Обюссона-младшего просматривается явное желание дистанцироваться от исторического имиджа «партии эскадронов смерти». В мае 2015 он явился на церемонию беатификации архиепископа Оскара Арнульфо Ромеро, убитого ультраправыми боевиками в 1980 (по приказу майора д’Обюссона). Появление д’Обюссона-младшего вызвало возмущение собравшихся, в его адрес звучали требования извиниться и оскорбительные выкрики. Однако он проявил твёрдость и хладнокровие: выразил скорбь и уважение к покойному Ромеро, назвал его образ принадлежностью всех сальвадорцев и высказался за национальное примирение. При этом д’Обюссон-младший заявил, что его отец не имеет отношения к гибели архиепископа. Комментаторы расценили его действия посреди враждебной толпы как поведение храброго человека.
Двойственность позиции нашла выражение во внутрипартийном конфликте вокруг партийного гимна. Роберто Хосе д’Обюссон предложил изменить текст: вместо «Сальвадор — могила красных» написать «Сальвадор — земля процветающего народа». Своё предложение он обосновал кардинальными переменами в стране: гражданская война давно отошла в прошлое. По его мнению, майор д’Обюссон непременно согласился бы с этим. В партии прохладно отнеслись к такой идее. В итоге официальный статус одновременно придан и традиционному маршу, и новому гимну, отражающему концепцию д’Обюссона-младшего.

## Семья
Роберто Хосе д’Обюссон женат, имеет троих детей. Его жена Жаклин д’Обюссон — известная предпринимательница. Её частная компания участвует в социальных программах администрации Санта-Теклы — поставляет социальный пакет для школ.
Марио Лопес Бланко, брат жены Роберто Хосе д’Обюссона, был активистом ARENA и покончил с собой по неизвестной причине в марте 2016.
Эдуардо д’Обюссон — младший брат Роберто Хосе д’Обюссона — депутат Центральноамериканского парламента от партии ARENA, был убит в Гватемале в 2007 при неясных обстоятельствах (по данным расследования, убийство организовала наркомафия).
Сёстры Роберто д’Обюссона — Сильвия и Каролина — известны как общественные деятельницы. Кончина их матери Иоланды — первой жены майора д’Обюссона — в мае 2015 отмечалась на официальном уровне.